# 푸른 구슬

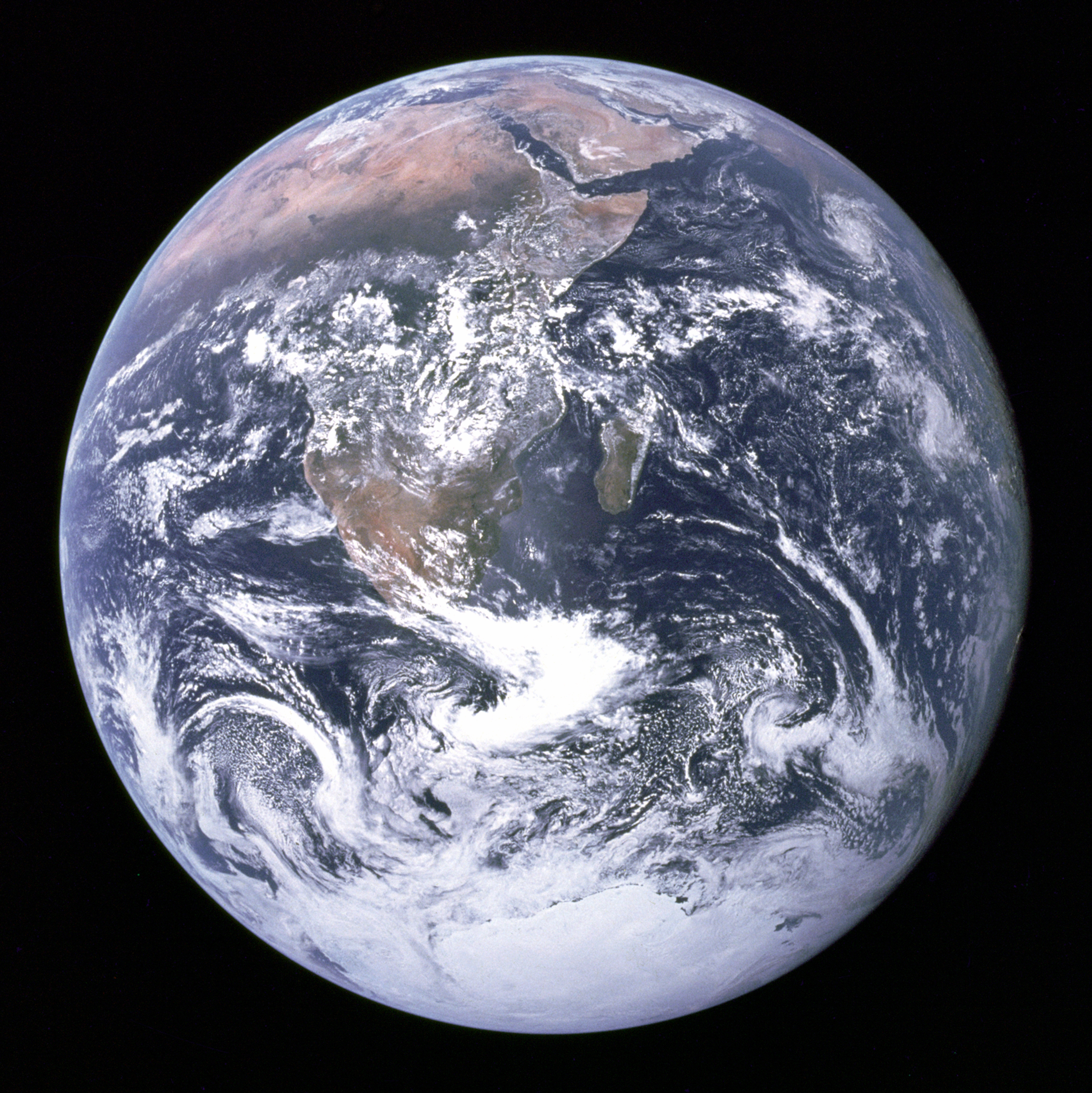
푸른 구슬

푸른 구슬(The Blue Marble, 블루 마블)은 1972년 12월 7일 아폴로 17호의 승무원이 지구로부터 45,000km 떨어진 지점에서 촬영한 지구 사진이다. 이 사진은 인류 역사상 가장 널리 퍼진 사진으로 꼽힌다.
NASA에서 붙인 공식 명칭은 AS17-148-22727으로, 아폴로 17호가 지구에서 달로 향하던 중 승무원들이 뒷쪽을 통해 바라본 지구의 모습을 담은 것이다. 사진 속에 담긴 지구의 범위는 지중해에서 남극까지다. 아폴로 계획 임무 과정에서 촬영된 지구 사진 중에서 사상 처음으로 남극과 아라비아반도, 마다가스카르섬을 담았다. 다만 이 사진에서 남반구는 구름이 짙게 깔려 거의 보이지 않으며 아프리카 쪽만 해안선이 선명하게 드러나 있다. 중동 너머의 아시아 대륙은 지구 지평선 부근에 머무른 채 살짝 보이는 모습이다.
2012년 NASA는 또다른 고화질 지구 사진을 '푸른 구슬'이란 이름으로 공개하기도 하였다. 이쪽은 한순간에 촬영된 사진 한 장이 아니라, 인공위성에서 시간을 두고 포착한 일련의 이미지 데이터 중에서 구름이 최대한 보이지 않는 것을 신중히 골라낸 사진이다.

## 사진
아폴로 17호는 미국 동부 시간 기준으로 밤 12시 33분에 발사되었으며, 사진은 발사 후 5시간 6분이 지난 오전 5시 39분에 촬영되었다. 그로부터 1시간 54분 아폴로 17호는 지구의 정지궤도를 벗어나 달로 향하기 시작했다.
사진을 촬영할 당시 승무원들은 태양을 등지고 있었기 때문에, 지구 전체가 밝게 드러난 몇 안 되는 사진 중 하나였다. 승무원들 눈에는 그림자가 거의 지지 않은 푸르른 모습이 구슬 크기로 떠있었기 때문에 '푸른 구슬'이라 칭하게 되었다. 실제로 아폴로 17호가 발사된 미국 동부시각 기준 새벽 12시 33분은 아프리카 대륙에 햇빛이 드리워지는 시각이었고, 또 12월 동지가 다가오던 시점에 발사되어서 당시 여름이던 남극 대륙도 훤히 비추게 되었다.
한편으로 오늘날 전해지는 모습과는 달리 실제 시점에서 보면 남극이 위에 있는 거꾸로 된 이미지였기 때문에 남극이 지구 표면 대부분을 차지한 모습이었다. 또 사진 위쪽 오른편에는 1972년 타밀나두 사이클론이 담겼는데, 사진이 찍히기 이틀 전 인도의 타밀나두에 상륙헤 홍수와 비바람을 몰고 온 바 있었다.
푸른 구슬을 촬영할 때 쓰인 카메라는 80mm 차이스사 렌즈를 부착한 70mm 하셀블라드 카메라였다. 촬영자의 경우 NASA 측은 임무과정에서 해당 카메라를 사용해 사진을 촬영했던 아폴로 17호 승무원 전원 (유진 서넌, 로널드 에번스, 잭 슈미트)의 것이라고 밝혔으나, 임무 완료 후 조사과정에서 드러난 정황에 따르면 잭 슈미트가 촬영자였던 것으로 보인다. 푸른 구슬의 공식 명칭은 'AS17-148-22727'인데, 이 사진 바로 이전에 찍힌 'AS17-148-22726'도 지구 전체의 모습이 담겼으며 거의 비슷한 모습을 띠고 있다.
아폴로 17호 이후에는 유인 달 탐사 미션이 더 이상 이뤄지지 않고 있기 때문에, 어느 한 사람이 그토록 먼 거리에서 지구 전체의 모습을 담은 사진은 푸른 구슬 이후에는 없다는 말이 된다. 다만 무인 탐사선에서 보내온 지구 사진의 경우에는 수없이 많으며, 푸른 구슬의 후속작으로 불리는 사진들도 대부분 무인탐사선의 작품인 경우가 많다.
사실 지구의 밝은면을 사진 한 장에 담은 사례가 푸른 구슬이 최초인 것은 아니다. 일찍이 1967년부터 인공위성 ATS-3가 비슷한 사진을 촬영해 보내오는 등의 사례가 존재하였다. 그러나 아폴로 17호의 사진이 그토록 유명해진 것은 1970년대 활발했던 환경주의 운동에서 하나의 상징으로 자리잡았기 때문인데, 드넓은 우주 속에서 홀로 남은 지구의 소중함을 여실없이 드러내기엔 안성맞춤이기도 했다. NASA의 기록전문가인 마이크 겐트리는 푸른 구슬이 인류 역사상 가장 널리 접해진 사진이라 강조한 바 있다.

## 같이 보기
- 창백한 푸른 점
- 지구돋이